# ۲۶ اوت
۲۶ اوت دویست و سی و هشتمین (در سال‌های کبیسه دویست و سی و نهمین) روز سال در گاه‌شماری میلادی است. ۱۲۷ روز تا پایان سال باقی‌است.

## رویدادها
- ۱۰۷۱ - نبرد ملازگرد[۱] میان نیروهای امپراتوری سلجوقی و امپراتوری بیزانس روی داد.
- ۱۸۸۳ - با فوران جزیرهٔ آتشفشانی کراکاتوآ در اندونزی، دود و غبار ناحیه‌ای به مساحت ۸۰۰ هزار کیلومتر مربع را پوشاند و ۳۶ هزار نفر در جزایر بزرگ‌تر جاوه و سوماترا بر اثر امواج برآمده از آن کشته و صدها شهر و روستای ساحلی تخریب شدند.[۲]
- ۱۹۲۰ - با به‌اجراگذاشته‌شدن متمم نوزدهم قانون اساسی ایالات متحده آمریکا، بانوان رسماً حق رأی یافتند.

## زادروزها
- ۱۷۴۳ - آنتوان لاووازیه، شیمی‌دان فرانسوی
- ۱۸۸۰ - گیوم آپولینر، شاعر فرانسوی
- ۱۹۱۰ - مادر ترزا، راهبه کاتولیک آلبانیایی‌تبار
- ۱۹۸۰ - کریس پاین، بازیگر آمریکایی
- ۱۹۸۰ - مکالی کالکین، بازیگر آمریکایی

## درگذشت‌ها
- ۲۰۰۴ - لورا برانیگن، خواننده، ترانه‌سرا و بازیگر آمریکایی (ز. ۱۹۵۲)